# Rhionaeschna fissifrons
Rhionaeschna fissifrons är en trollsländeart som först beskrevs av Muzón och Von Ellenrieder 2001.  Rhionaeschna fissifrons ingår i släktet Rhionaeschna och familjen mosaiktrollsländor. Inga underarter finns listade i Catalogue of Life.